# アレクセイ・アルブーゾフ
アレクセイ・ニコラエヴィチ・アルブーゾフ（ロシア語: Алексей Николаевич Арбузов, ラテン文字転写: Aleksei Nikolaevich Arbuzov、1908年5月26日（旧暦では5月13日） - 1986年4月20日）は、ソビエト連邦の劇作家。モスクワ出身。
1959年にモスクワのヴァフタンゴフ劇場で初演された二部構成からなる戯曲『イルクーツク物語（Иркутская история）』を著した。なお、来日経験もある。

## 生涯
1908年5月26日（旧暦:5月13日）、ソ連のモスクワに生まれるが1914年に家族ごとサンクトペテルブルクに移動した。
11歳の時に独立。14歳の頃にマリインスキー劇場で働き、劇団を転々として俳優や演出家を務めた。
1930年に処女作である戯曲『クラス（Класс）』を著す。
1939年に著された『ターニャ（Таня）』では、愛情につまずくもののめげずに逞しく生きる女性を主人公として描写、劇作家としての地位を確立する。この作品は女優で最初の妻タチヤーナ(愛称ターニャ)・エフテーエワに捧げられた。2人は離婚したが、タチヤーナはその後作家パウストフスキーの妻となった。
1959年に戯曲『イルクーツク物語（Иркутская история）』を著す。
1980年にソビエト連邦国家賞を受賞。
その後も多数の劇作を作り、1986年4月20日にモスクワで亡くなり、クンツェヴォ墓地に埋葬された。

## 作品
- 1930年、『クラス（Класс）』
- 1935年、『Шестеро любимых』
- 1935年、『Дальняя дорога』
- 1939年、『ターニャ（Таня）』
- 1940年、『夜明けの町（Город на заре）』
- 1952年、『ヨーロッパ年代記（Европейская хроника）』
- 1954年、『さすらいの年月（Годы странствий）』
- 1959年、『イルクーツク物語（Иркутская история）』
- 1960年、『Двенадцатый час』
- 1961年、『失われた子（Потерянный сын）』 - 邦題は『父と子』
- 1963年、『Нас где-то ждут』
- 1965年、『И вновь встреча с юностью...』
- 1965年、『私のかわいそうなマラート（Мой бедный Марат）』
- 1967年、『夜の告白（Ночная исповедь）』
- 1968年、『Счастливые дни несчастливого человека』
- 1970年、『古いアルバート街の物語（Сказки старого Арбата）』
- 1971年、『Выбор』
- 1972年、『В этом милом старом доме』
- 1972年、『Моё загляденье』
- 1974年、『Вечерний свет』
- 1975年、『古風なコメディ（Старомодная комедия）』[注釈 1]
- 1976年、『Ожидание』
- 1978年、『Жестокие игры』
- 1981年、『想い出（Воспоминание）』
- 1983年、『Победительница』
- 1984年、『Виноватые』